# Xestia streckeri
Xestia streckeri là một loài bướm đêm trong họ Noctuidae.